# Урмеев, Ринад Газизович
Ринад Газизович Урмеев (7 июля 1970) — советский и киргизский футболист, защитник и полузащитник, тренер. Выступал за сборную Кыргызстана. Мастер спорта Кыргызстана (2000).

## Биография
Дебютировал на взрослом уровне в 1988 году в составе фрунзенской «Алги» во второй лиге. Всего в советских первенствах провёл четыре сезона, сыграв за это время 64 матча. После распада СССР продолжал играть за «Алгу», стал в 1992 году чемпионом и обладателем Кубка Кыргызстана. В 1993 году выступал за второй состав «Алги», игравший тогда в высшей лиге, с этой командой стал финалистом Кубка страны.
В 1994 году играл за «Семетей» (Кызыл-Кия), с которым стал серебряным призёром чемпионата.
В 1995 году переехал в Узбекистан, где провёл три сезона в клубах высшей лиги «Атласчи» и «Касансай», сыграв 72 матча и забив один гол.
В 1998 году вернулся в «Семетей», где провёл два с половиной сезона. Финалист Кубка Кыргызстана 1999 года. В ходе сезона 2000 года перешёл в «Жаштык-Ак-Алтын», с которым год спустя стал серебряным призёром чемпионата. В 2002 году перешёл в «СКА ПВО» (бывшая «Алга»), и с этой командой завоевал чемпионат и Кубок Кыргызстана, однако по окончании сезона завершил карьеру. Всего в высшей лиге Кыргызстана сыграл 160 матчей и забил 15 голов.
В национальной сборной Кыргызстана дебютировал 14 октября 1992 года в матче Кубка Центральной Азии против Туркменистана, заменив на 55-й минуте Алика Асанбаева. Всего в 1992—1997 годах сыграл 15 матчей за сборную.
После окончания карьеры переехал в Россию. Работал тренером в любительских командах «Позис» (Зеленодольск) и «Автомобилист»/«Сергиевск» (Сергиевск), ассистируя своему брату Рашиду. По состоянию на 2013 год работал инструктором по футболу в детском саду в г. Казани.

## Личная жизнь
Женат, двое детей. Брат Рашид (род. 1956) тоже был футболистом, впоследствии — тренер.